# آریان کارگو اکسپرس
آریان کارگو اکسپرس (به انگلیسی: Aryan Cargo Express) یک شرکت هواپیمایی با کد یاتا AX است که در ۲۰۰۵ میلادی تأسیس شده و در ۲۰۱۰ فعالیتش را آغاز کرده‌است.